# 아르메니아 학살 추모의 날

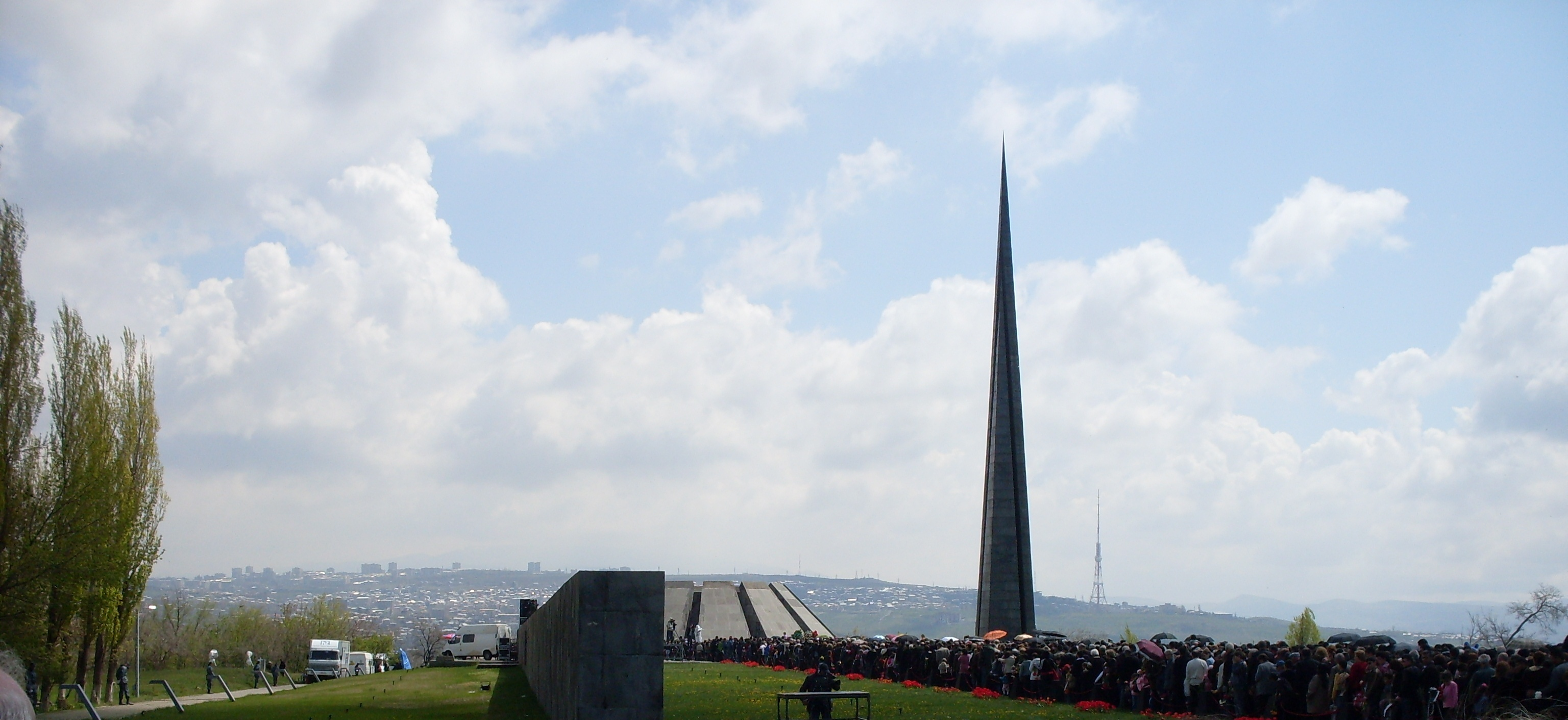
치체르나카베르드

아르메니아 학살 추모의 날(아르메니아어: Մեծ Եղեռնի զոհերի հիշատակի օր)은 아르메니아와 아르차흐 공화국의 공휴일이다. 아르메니아 학살을 추모하는 날로, 매년 4월 24일에 해당한다. 추모공원인 치체르나카베르드에서 많은 군중들이 모여 추모한다.